# Esquerra Unida Catalunya
Esquerra Unida Catalunya (EUCat; en español: Izquierda Unida Cataluña) es un movimiento político y social catalán, federación de Izquierda Unida (IU) en Cataluña, formada el 3 de julio de 2019, tras suspender IU el protocolo de colaboración con Esquerra Unida i Alternativa.

## Historia
El 8 de junio de 2019 Izquierda Unida aprobó suspender temporalmente las relaciones con Esquerra Unida i Alternativa (EUiA), su socio en Cataluña, tras conocer que miembros de esta organización habían puesto en marcha un proyecto político denominado Sobiranistes, que concurriría a las Elecciones generales de España de abril de 2019 en coalición con Esquerra Republicana de Catalunya bajo la denominación de Esquerra Republicana de Catalunya-Sobiranistes, compitiendo electoralmente con Izquierda Unida y alejándose del proyecto de los Comunes.
El 3 de julio de 2019, se celebró una Asamblea abierta de Esquerra Unida Catalunya con el apoyo de Alberto Garzón y la dirección federal de IU en San Adrián del Besós, Barcelona, con la intención de crear una nueva formación política.

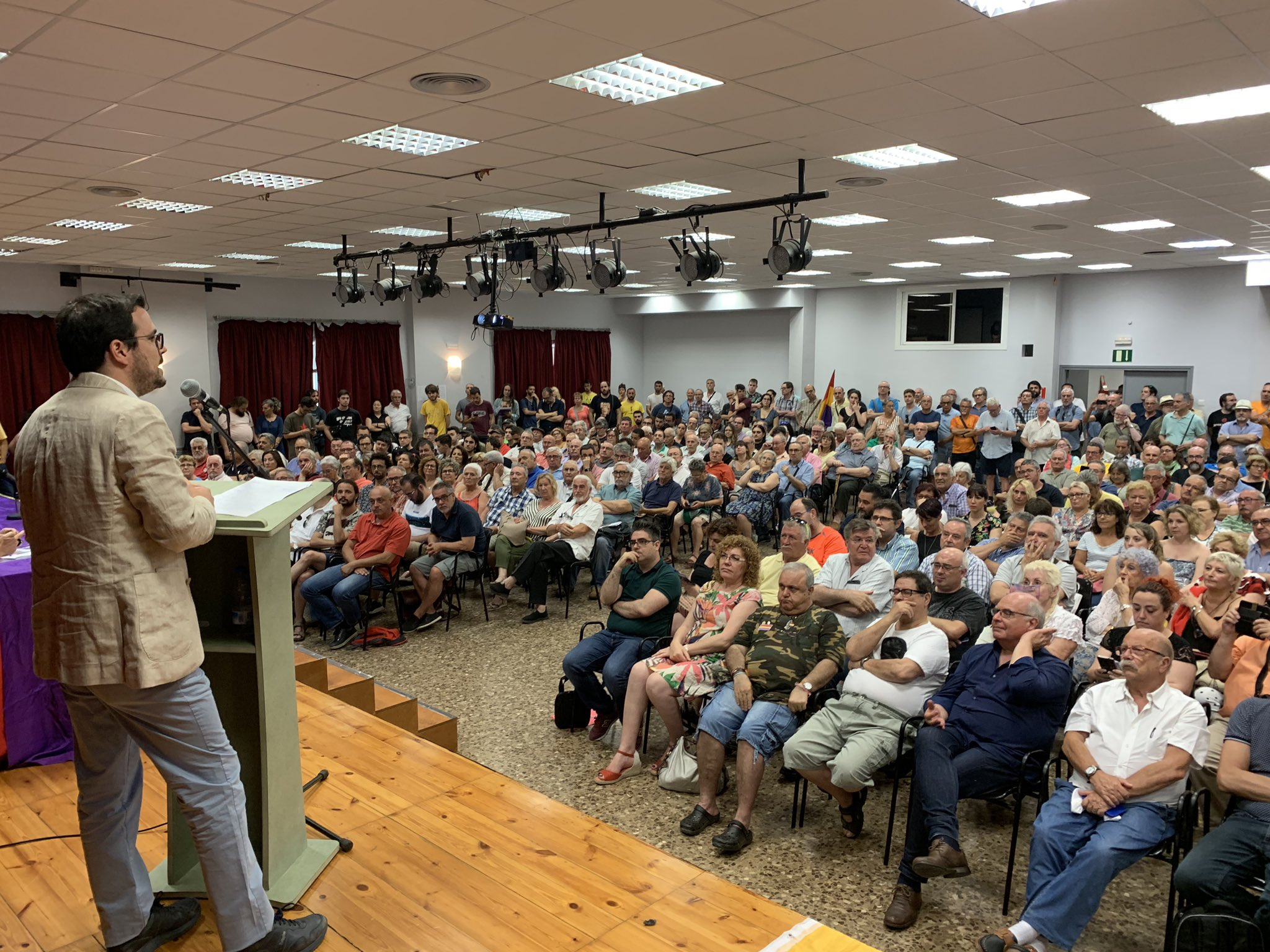
Asamblea abierta de Esquerra Unida Catalunya, celebrada el 3 de julio de 2019 en Sant Adrià del Besós. En la imagen, el coordinador de IU Alberto Garzón y numerosos militantes de EUCat.

El 29 de febrero de 2020, Esquerra Unida Catalunya realizó su Asamblea fundacional en el Auditori de Cornellà. En dicha asamblea asistieron unas 500 personas, entre ellas Joan Mena (diputado en el Congreso por En Comú Podem), Núria Lozano (concejala en Hospitalet de Llobregat por L'Hospitalet En Comú Podem), Alberto Garzón (coordinador federal de Izquierda Unida y ministro de Consumo del Gobierno de España), Eduard Navarro (Secretario General del PSUC Viu), Jose Montero (alcalde de Montornès del Vallès por Montornès en Comú) y más miembros destacados de IU y de la antigua EUiA. En dicha asamblea, además de comprometerse con el proyecto de Catalunya en Comú y el federalismo de Izquierda Unida, escogieron un grupo promotor de 71 personas y un núcleo coordinador de 18. Además, Josep Montero fue escogido portavoz de la nueva formación política.

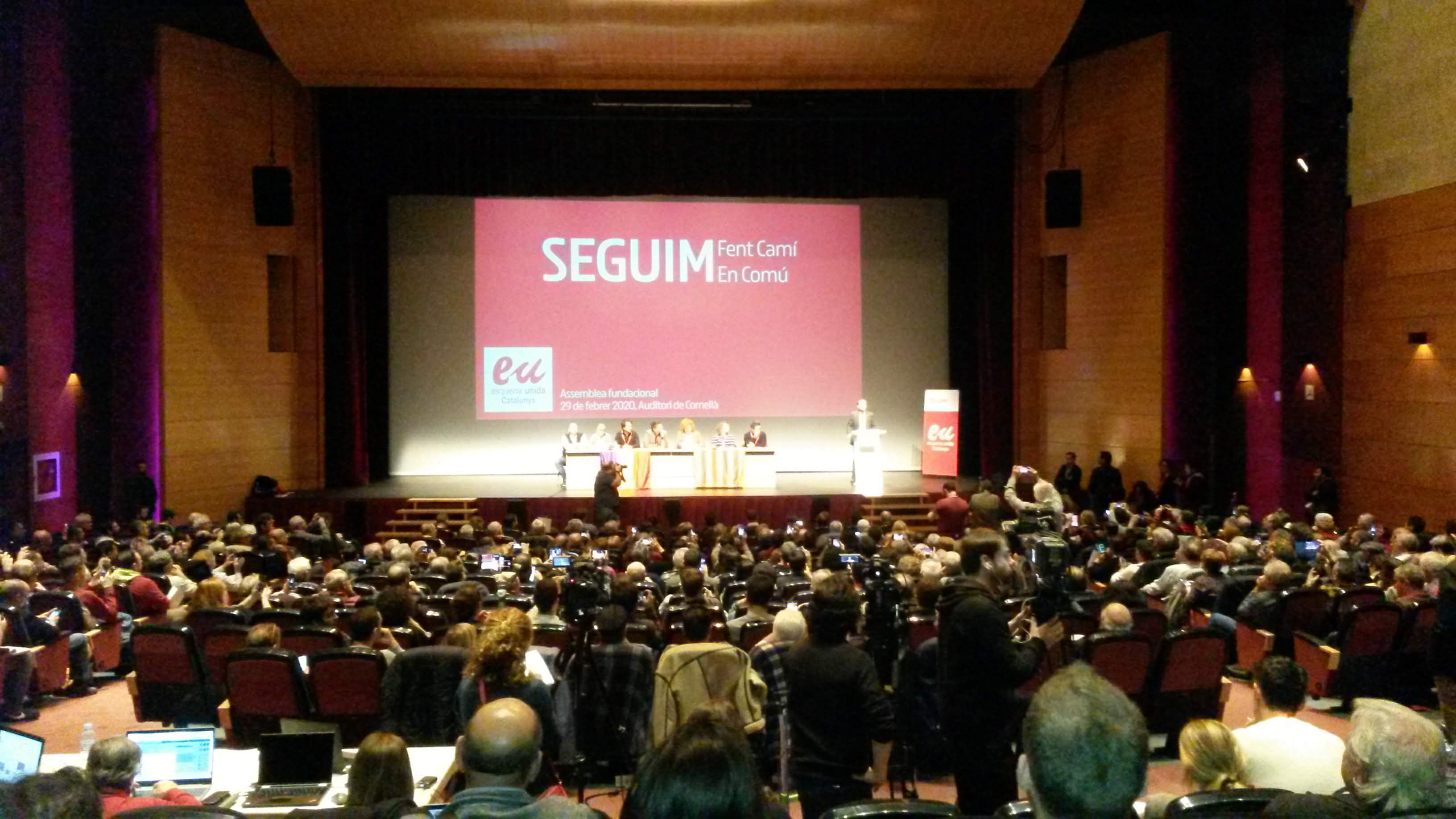
Asamblea fundacional de Esquerra Unida Catalunya (29/02/2021)

El 10 de abril de 2020 Esquerra Unida Catalunya realizó su Asamblea constituyente de manera telemática a causa de la pandemia del Covid-19 desde la sede de Comisiones Obreras (CCOO) de Cornellà de Llobregat (Barcelona). En la asamblea participaron más de 150 delegados y delegadas, que aprobaron un amplio documento político y los nuevos estatutos de la organización, escogiendo una Coordinadora Nacional como órgano máximo entre asambleas nacionales, que por su parte eligió a Nuria Lozano y Eduard Navarro como nuevos co-coordinadores generales de la organización. La asamblea contó con la participación del coordinador federal de IU, Alberto Garzón y diferentes coordinadores autonómicos de IU. En el encuentro se reforzó el compromiso de trabajo conjunto con Izquierda Unida federal y se renovó la apuesta por la participación de sus afiliados en Catalunya en Comú y en En Comú Podem.

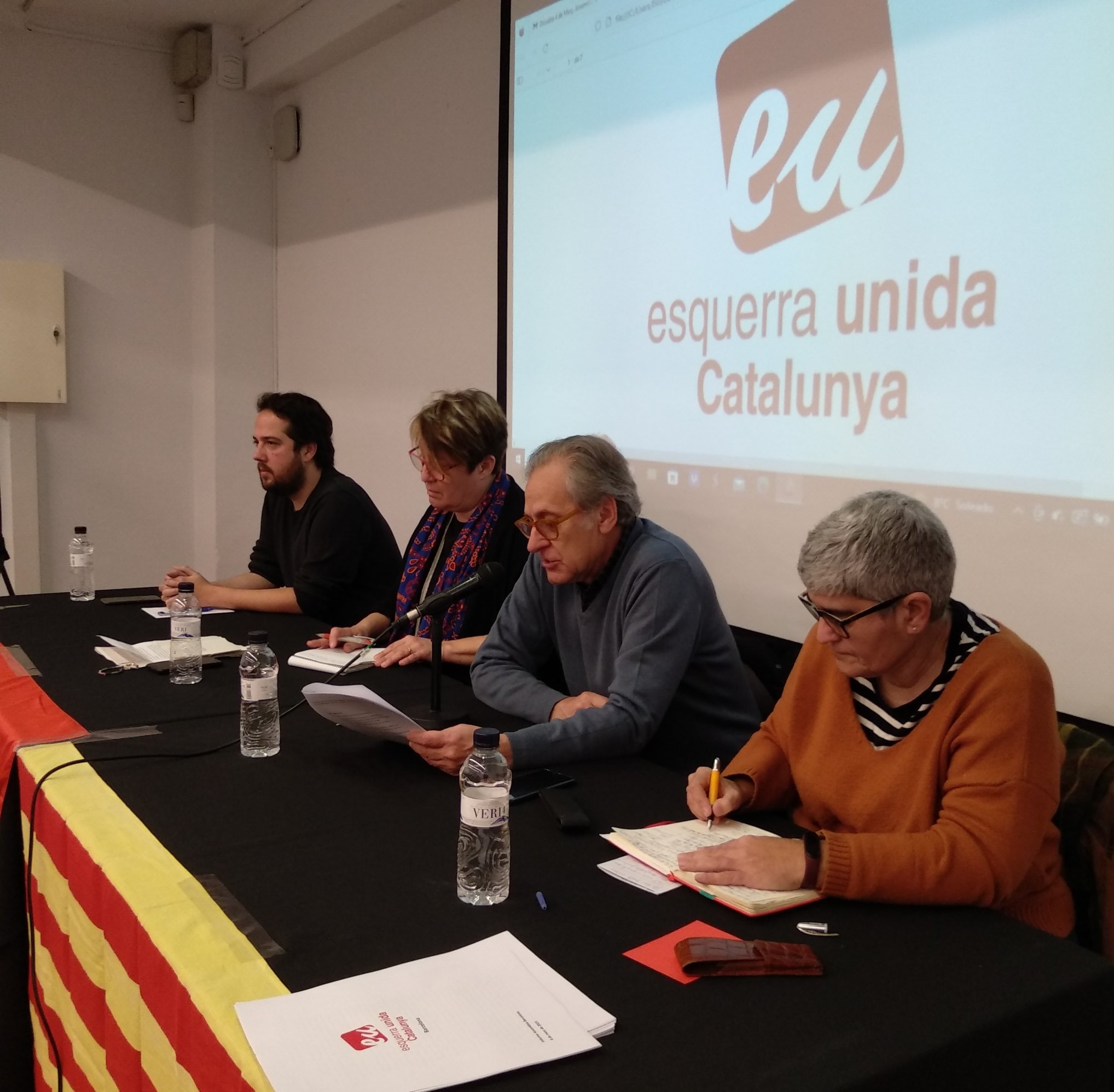
Eduard Navarro (izquierda) actual coordinador general de la organización, con otros miembros de la dirección (marzo de 2023)

Actualmente Esquerra Unida Catalunya forma parte de Catalunya en Comú y de la coalición En Comú Podem - Podem en Comú.
El mes de febrero de 2023, Núria Lozano entró como diputada en el Parlamento de Cataluña, formando parte del grupo parlamentario de En Comú Podem, substituyendo el hasta entonces diputado Marc Parès En los comicios municipales del 28 de mayo de 2023, Esquerra Unida obtuvo 25 concejales en Cataluña dentro de la coalición En Comú Podem. Por su parte, en las elecciones generales del 23 de julio de 2023, Fèlix Alonso fue elegido diputado en el Congreso por Tarragona, formando parte de las listas de Sumar En Comú Podem
El 19 de octubre de 2024 tuvo lugar en Barcelona la denominada I Asamblea Nacional, donde Eduard Navarro fue reelegido como único coordinador nacional y que contó con la presencia de Antonio Maillo, coordinador federal de Izquierda Unida 

## Resultados electorales

### Elecciones al Parlamento de Cataluña
| Resultados electorales de Esquerra Unida Catalunya | Resultados electorales de Esquerra Unida Catalunya | Resultados electorales de Esquerra Unida Catalunya | Resultados electorales de Esquerra Unida Catalunya | Resultados electorales de Esquerra Unida Catalunya |
| Elecciones                                         | Votos                                              | %                                                  | Parlamentarios                                     |                                                    |
| -------------------------------------------------- | -------------------------------------------------- | -------------------------------------------------- | -------------------------------------------------- | -------------------------------------------------- |
| Elecciones al Parlamento de Cataluña de 2021a      | 195 345                                            | 6,87                                               | 1                                                  |                                                    |

a Dentro de En Comú Podem.

### Elecciones generales
| Resultados electorales de Esquerra Unida Catalunya   | Resultados electorales de Esquerra Unida Catalunya | Resultados electorales de Esquerra Unida Catalunya | Resultados electorales de Esquerra Unida Catalunya | Resultados electorales de Esquerra Unida Catalunya |
| Elecciones                                           | Votos                                              | %                                                  | Parlamentarios                                     |                                                    |
| ---------------------------------------------------- | -------------------------------------------------- | -------------------------------------------------- | -------------------------------------------------- | -------------------------------------------------- |
| Elecciones generales de España de noviembre de 2019a | 549 173                                            | 14,17                                              | 1                                                  |                                                    |

a Dentro de En Comú Podem.

## Elecciones generales de España de 2023
En las elecciones generales de julio de 2023 Catalunya en Comú-Barcelona en Comú, Podem Catalunya, Alianza Verde (España), Esquerra Unida Catalunya, Esquerra Verda, Movimiento Sumar y Més País Catalunya crean una coalición electoral bajo la marca Sumar-En Comú Podem. El número uno por la lista al Congreso de los Diputados por la provincia de Barcelona es Aina Vidal. 